# Radnevo
Radnevo (Bulgaars: Раднево) is een stad en een gelijknamige gemeente in de  oblast Stara Zagora in het zuidoosten van Bulgarije. Tot 1906 heette deze plaats Radni Machle. De stad ligt op 23 km afstand van de stad Galabovo, in de buurt van de Elektriciteitscentrale Maritsa-Oost. 

## Geografie
De gemeente Radnevo ligt in het zuidoostelijke deel van het district Stara Zagora. Met een oppervlakte van 545,145 km² is het de op twee na grootste gemeente (van de 11 gemeenten) van het district, oftewel 10,57% van grondgebied van het district. De grenzen zijn als volgt:
- in het zuiden - gemeente Galabovo;
- in het zuidwesten - gemeente Opan;
- in het noordwesten - gemeente Stara Zagora;
- in het noorden - gemeente Nova Zagora, oblast Sliven;
- in het oosten - de gemeente Toendzja (oblast Jambol) en de gemeente Topolovgrad (oblast Chaskovo).

## Bevolking
Op 31 december 2020 telde de gemeente Radnevo 17.615 inwoners, waarvan 10.984 in de stad Radnevo en de overige 6.631 inwoners in 22 verschillende dorpen op het platteland. Het aantal inwoners van de stad Radnevo vertoont al sinds de val van het communisme een dalende trend, terwijl de gemeente Radnevo al sinds 1965 met een intensieve bevolkingskrimp kampt.
|          | 1934   | 1946   | 1956   | 1965   | 1975   | 1985   | 1992   | 2001   | 2011   | 2020   |
| -------- | ------ | ------ | ------ | ------ | ------ | ------ | ------ | ------ | ------ | ------ |
| Stad     | 3.168  | 3.802  | 4.208  | 5.603  | 10.729 | 12.898 | 14.447 | 14.496 | 12.854 | 10.984 |
| Gemeente | 26.612 | 28.247 | 27.671 | 31.597 | 30.949 | 27.335 | 26.244 | 24.280 | 20.079 | 17.615 |

De bevolking van de stad Radnevo bestaat grotendeels uit etnische Bulgaren (93%), gevolgd door een grote groep  Roma (6%).

## Geboren
- Geo Milev (1895-1925), dichter en schrijver
- Andrej Zjeljazkov (1952), voormalig voetballer

Bestuurlijk centrum: Stara Zagora
Bratja Daskalovi · Tsjirpan · Galabovo · Goerkovo · Kazanlak · Maglizj ·Nikolaevo · Opan · Pavel Banja · Radnevo · Stara Zagora